# 桜消防署

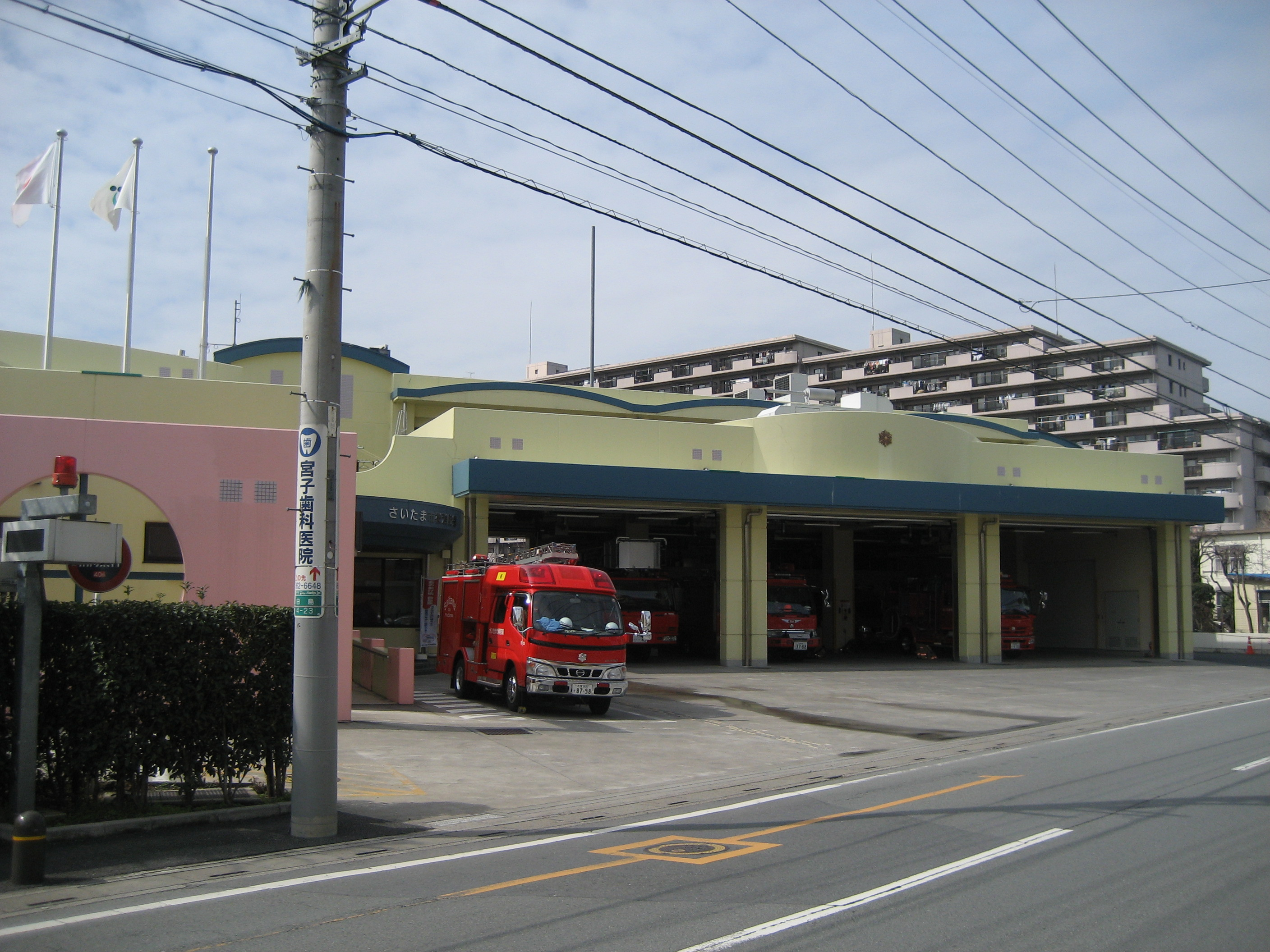
桜消防署

桜消防署（さくらしょうぼうしょ）は、埼玉県さいたま市桜区にある、さいたま市消防局が管轄する消防署である。
本署は桜区田島四丁目に位置し、西浦和・大久保の2出張所がある。訓練塔は3塔あり、A塔は地上17.25m、B塔は地上7m、C塔は地上7mある。

## 沿革
- 1972年（昭和47年）6月 - 南元宿2-29-7に浦和市消防署西部出張所を設置する。
- 1976年（昭和51年）1月 - 西部出張所は浦和市西消防署となり、中央消防署・東消防署・西消防署の3署体制となる。
- 2001年（平成13年）5月1日 - さいたま市発足に伴い、浦和市消防本部はさいたま市消防本部に統合され、浦和市西消防署からさいたま市浦和西消防署に改称する。
- 2003年（平成15年）
  - 4月1日 - さいたま市が政令指定都市に移行し、さいたま市消防局に改称。さいたま市浦和西消防署はさいたま市桜消防署となる。所在地はさいたま市桜区南元宿2-29-7。
  - 8月1日 - 田島四丁目の現庁舎が完成し、移転[1]。敷地面積は4,514.16平方メートル、地上2階建、延床面積は1,960.84平方メートル。職員数は63名。8月26日には落成式が行われた[1]。

## 本署・出張所所在地
- 桜消防署 - 桜区田島四丁目23番7号

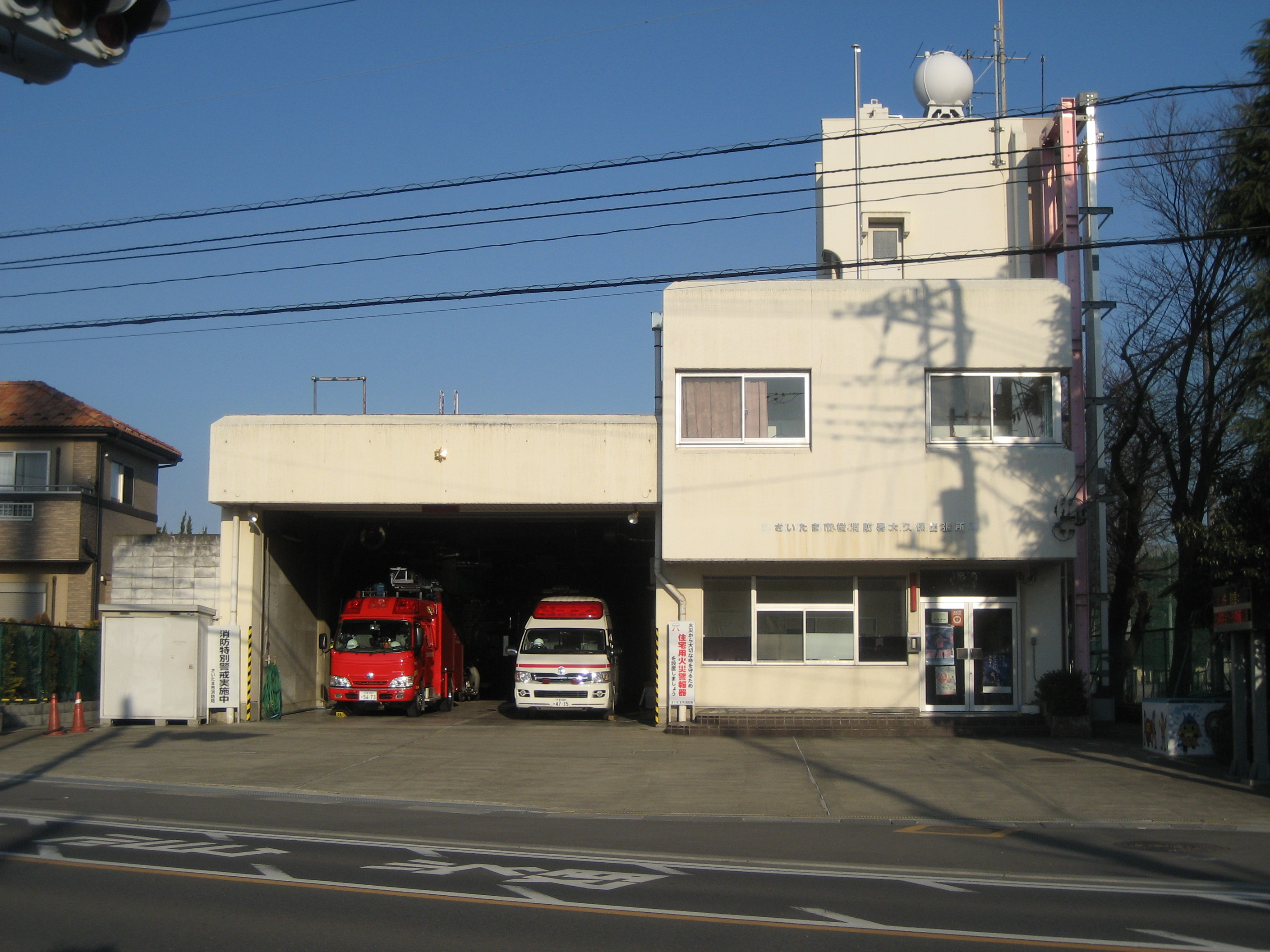
大久保出張所

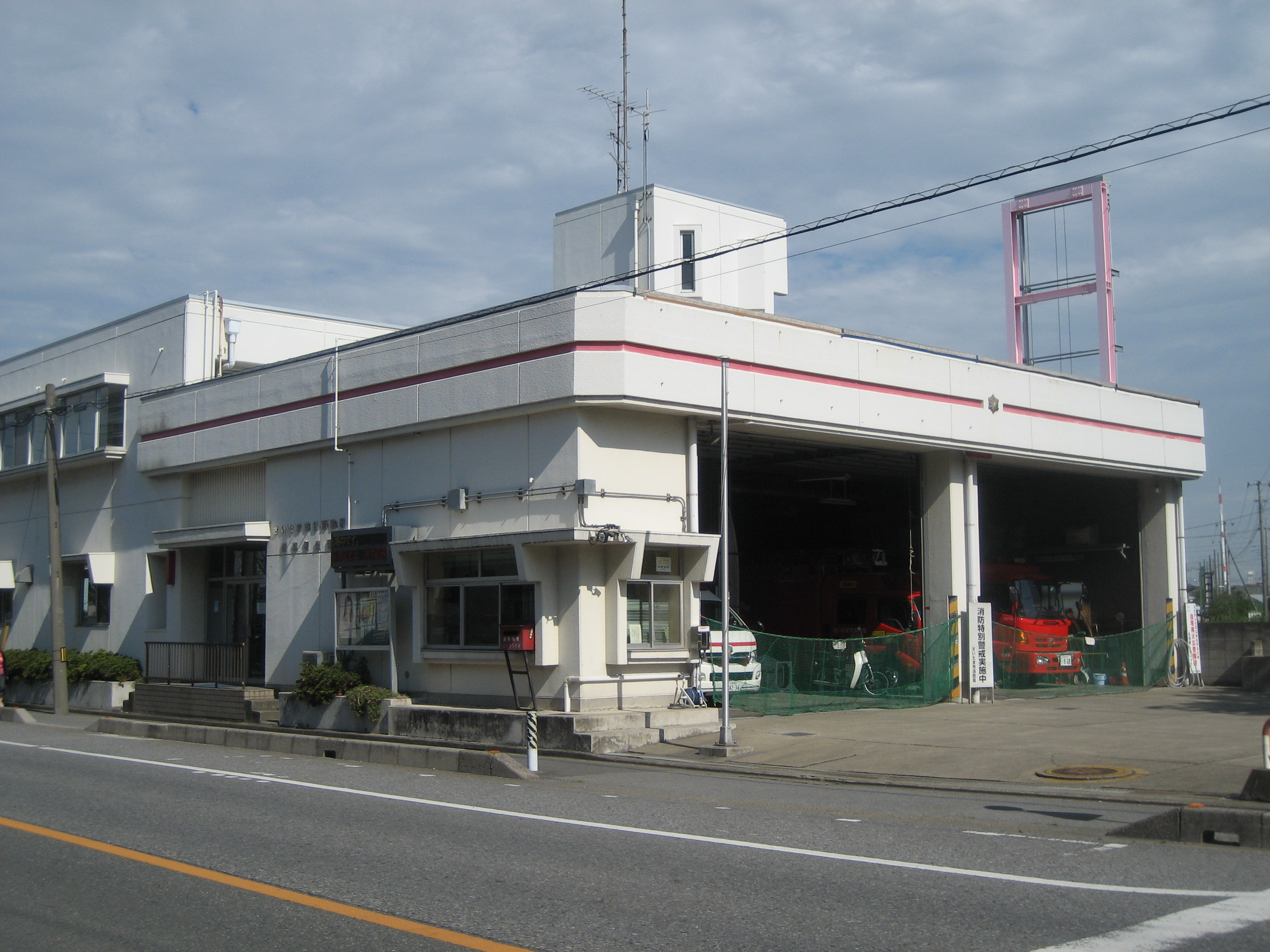
西浦和出張所

  - 大久保出張所 - 桜区大字五関762番地2
  - 西浦和出張所 - 桜区田島七丁目17番10号

## 設置部隊
- 指揮隊
- ポンプ隊
- 救急隊
- はしご隊
- 特別救助隊
- 水難救助隊

## 配備車両
- 消防ポンプ車 - 1台
- 水槽付きポンプ車 - 3台
- はしご車 - 1台
- 救助工作車II型 - 1台
- 水難救助車 - 1台
- 化学車 - 1台
- 資機材搬送車（水難救助用水上スクーター搬送） - 1台
- 高規格救急車 - 2台